# Ateneo de Madrid
Das Ateneo de Madrid (Ateneo Científico, Literario y Artístico de Madrid, deutsch Athenäum von Madrid) ist eine 1820 gegründete private kulturelle Gesellschaft mit Sitz in Madrid.

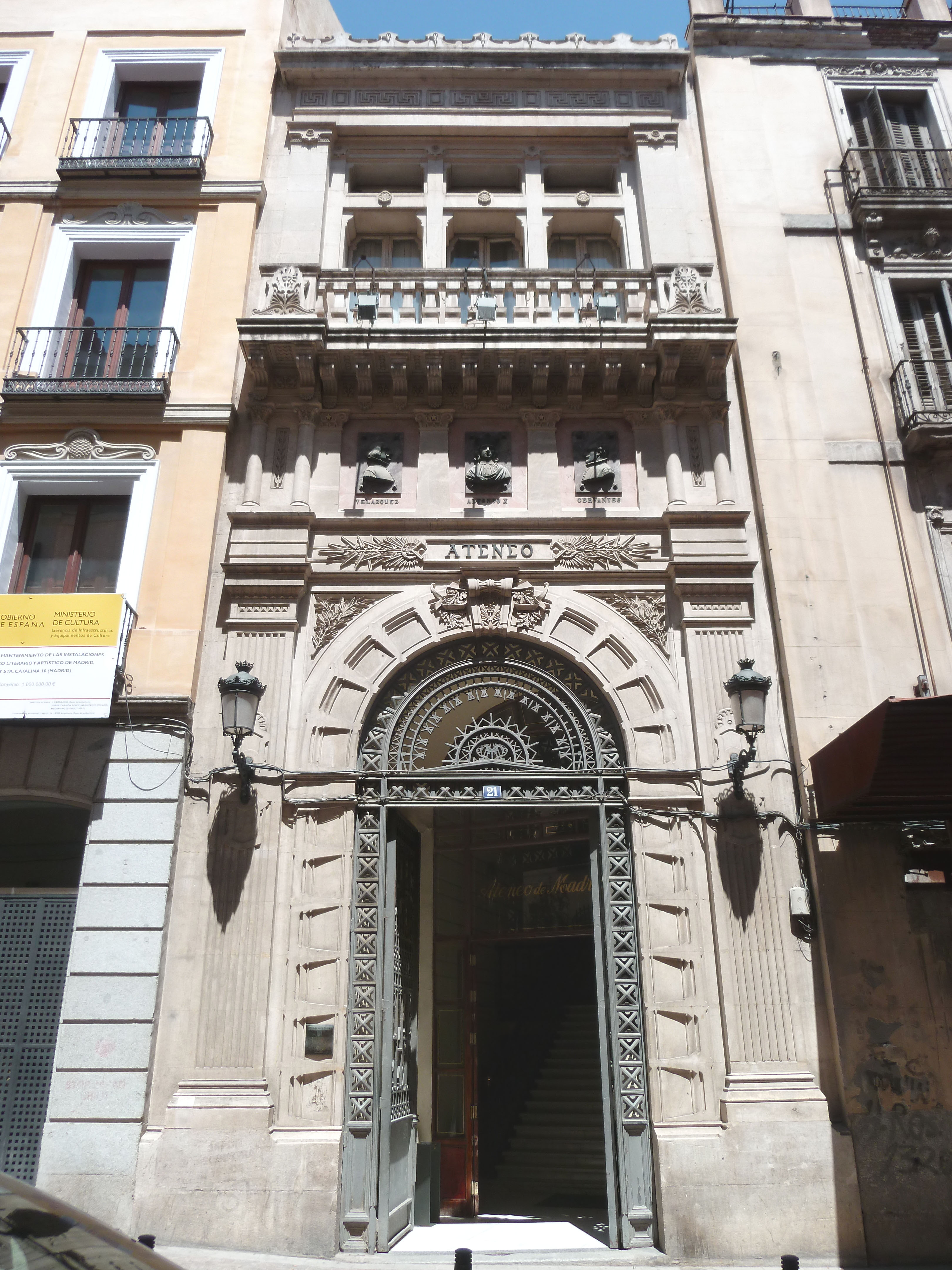
...?

## Geschichte
Die Wurzeln des Athenäums gehen auf die Ideale der Frankophilen und Liberalen des frühen 19. Jahrhunderts zurück. Nach der napoleonischen Invasion Spaniens wurden die Afrancesados, die sich der französischen Seite anschlossen und Joseph Bonaparte als König von Spanien unterstützt hatten, verbannt. Die Krönung von Ferdinand VII. 1814, ermöglicht durch den Friedensvertrag von Valençay im Vorjahr, brachte eine Rückkehr zum Absolutismus. Ein Großteil der aufgeklärten Aristokratie, die aus dem einen oder anderen Grund in Spanien verfolgt wurde, flüchtete nach Frankreich und England.
Die Rückkehr der Exilanten während des „liberalen Trienniums“ von 1820 bis 1823 ermöglichte die Gründung des spanischen Athenäums unter der Leitung von Juan Manuel de los Rios. Als König Ferdinand jedoch 1823 seinen Absolutismus bekräftigte, gingen die Gelehrten dieser Institution ins Londoner Exil. Eine Amnestie nach Ferdinands Tod im Jahre 1833 schuf eine neue Atmosphäre der Toleranz während der Regentschaft von seiner Witwe Maria Christina, und so konnte 1835 das ehemalige spanische Ateneo von 1820 als Ateneo Científico y Literario de Madrid unter der Schirmherrschaft des Ministerpräsidenten Salustiano Olózaga, Ángel de Saavedra, Antonio Alcalá Galiano, Ramón de Mesonero Romanos, Francisco López Olavarrieta, Francisco Fabra und Juan Manuel de los Rios wieder entstehen. Während des Spanischen Bürgerkriegs von 1936 bis 1939 blieb das Ateneo offen und konnte dank der Arbeit des Schriftstellers Bernardo G. de Candamo, dem einzigen Mitglied des republikanischen Regierungsrates, die Integrität seiner Einrichtungen, insbesondere seiner Bibliothek, während des Krieges bewahren.
Obwohl der spanische Staat unter General Franco das Ateneo den ideologischen Zielen der Falange-Partei unterordnete, hat der nachfolgende Übergang zur Demokratie es ihm ermöglicht, seine Position als Kulturzentrum erster Ordnung zurückzuerobern.

## Gebäude und Mitglieder
Das erste Haus des Athenäums befand sich im Palacio de Abrantes, heute hat es Sitz in der Prado-Straße 21 (nicht zu verwechseln mit dem Paseo del Prado) in Madrid – einem modernistischen Gebäude der Architekten Enrique Fort und Luis de Landechodas welches 1884 von Antonio Cánovas del Castillo eröffnet wurde.
Es verfügt über ein Auditorium, einen Arbeitsraum, Unterrichtsräume, Ausstellungssäle, Bibliothek und Archiv. Das Ateneo hat 19 Sektionen, die in verschiedenen kulturellen und wissenschaftlichen Bereichen aktiv sind. Prominente Spanier – darunter Segismundo Moret, Antonio Alcalá Galiano, Antonio Cánovas del Castillo, Miguel de Unamuno und Manuel Azaña – waren Präsidenten des Ateneo.

## Ausstellungen
Das Ateneo verfügt über zwei Ausstellungssäle für internationale Zeitgenössische Kunst. Der spanische Kunstmaler Antonio López durfte dort 1957 seine erste Einzelausstellung präsentieren. Weitere Künstler zeigen bis heute dort ihre Werke, darunter Lucio Muñoz, Manolo Millares, Vicente Escudero, Gaspar Montes Iturrioz, Maud Bonneaud, Daniel Garbade sowie Antonia Cruz und Leandro Allochis im Rahmen des Festivals PHotoEspaña 2019.

## Galerie

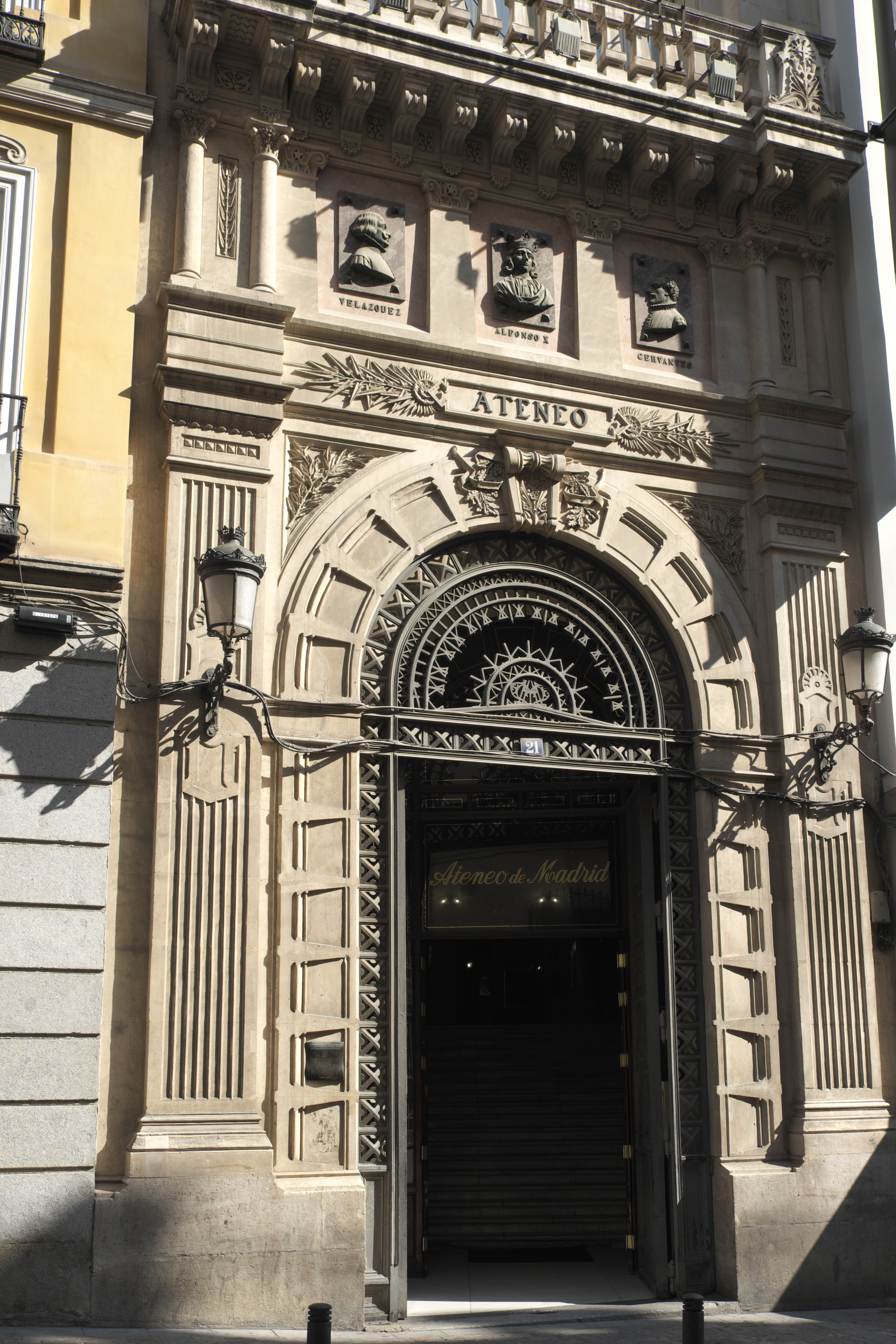
Fassade Ateneo de Madrid
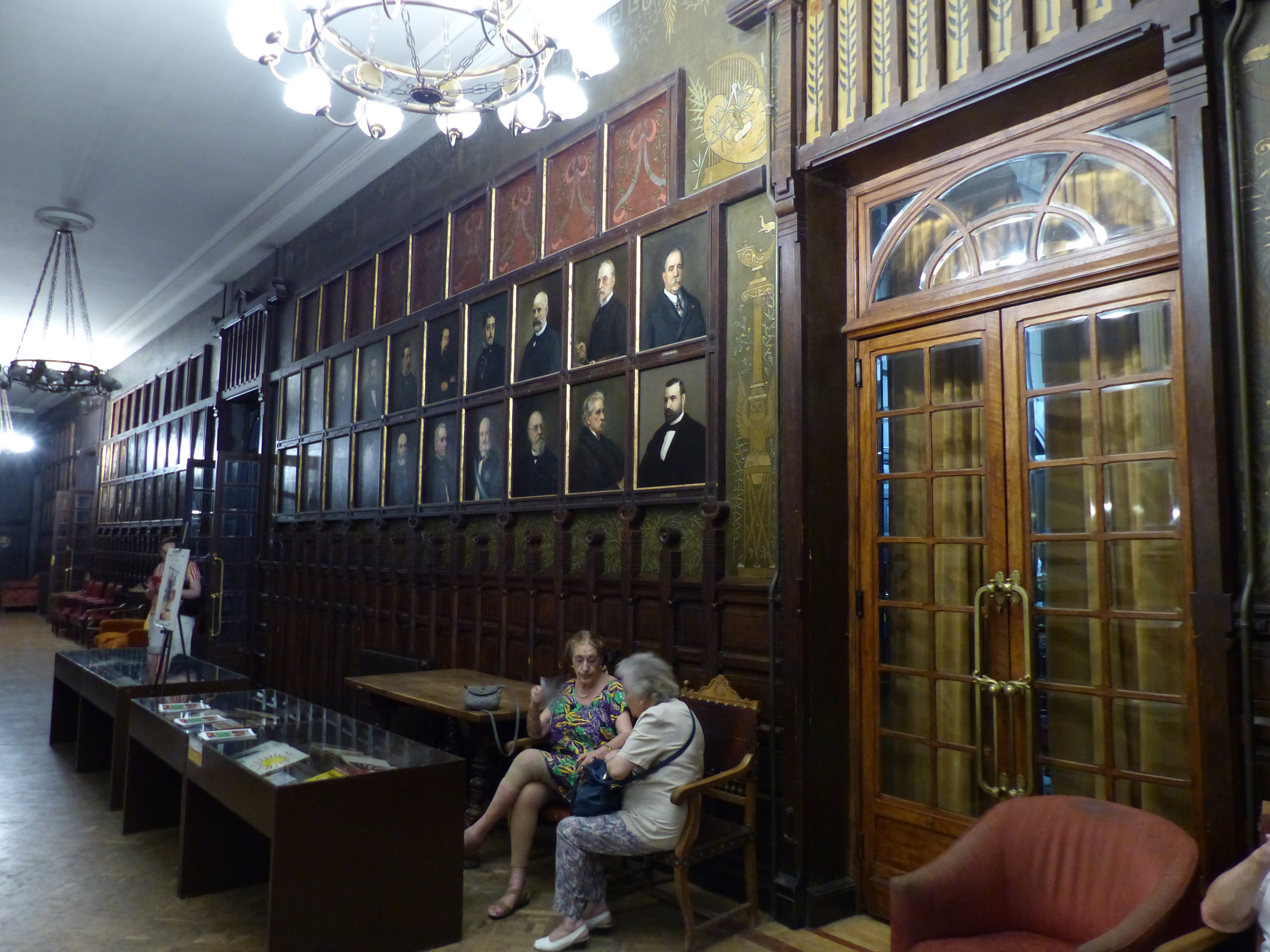
Galerie Ateneo
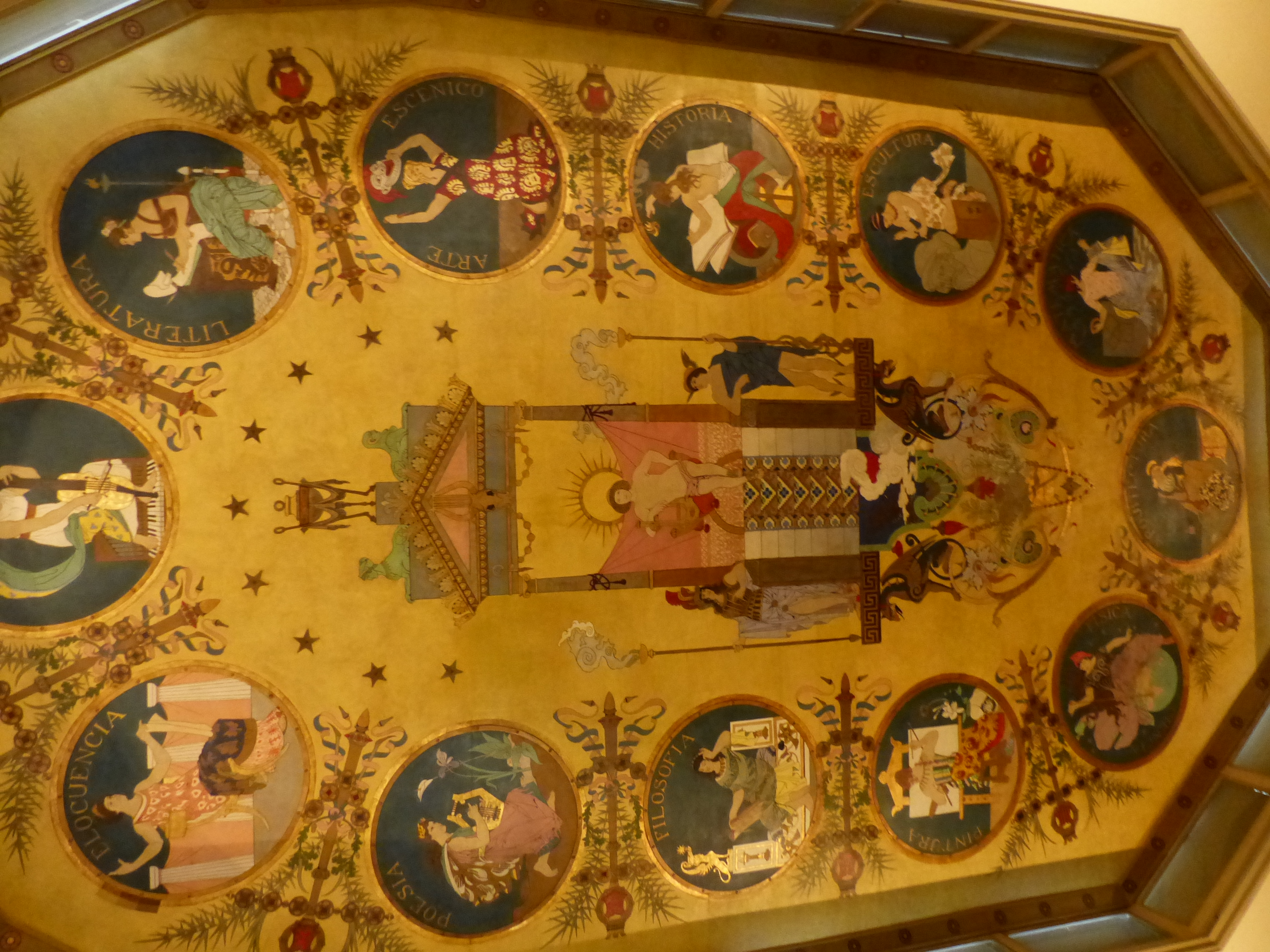
Decke Auditorium Ateneo
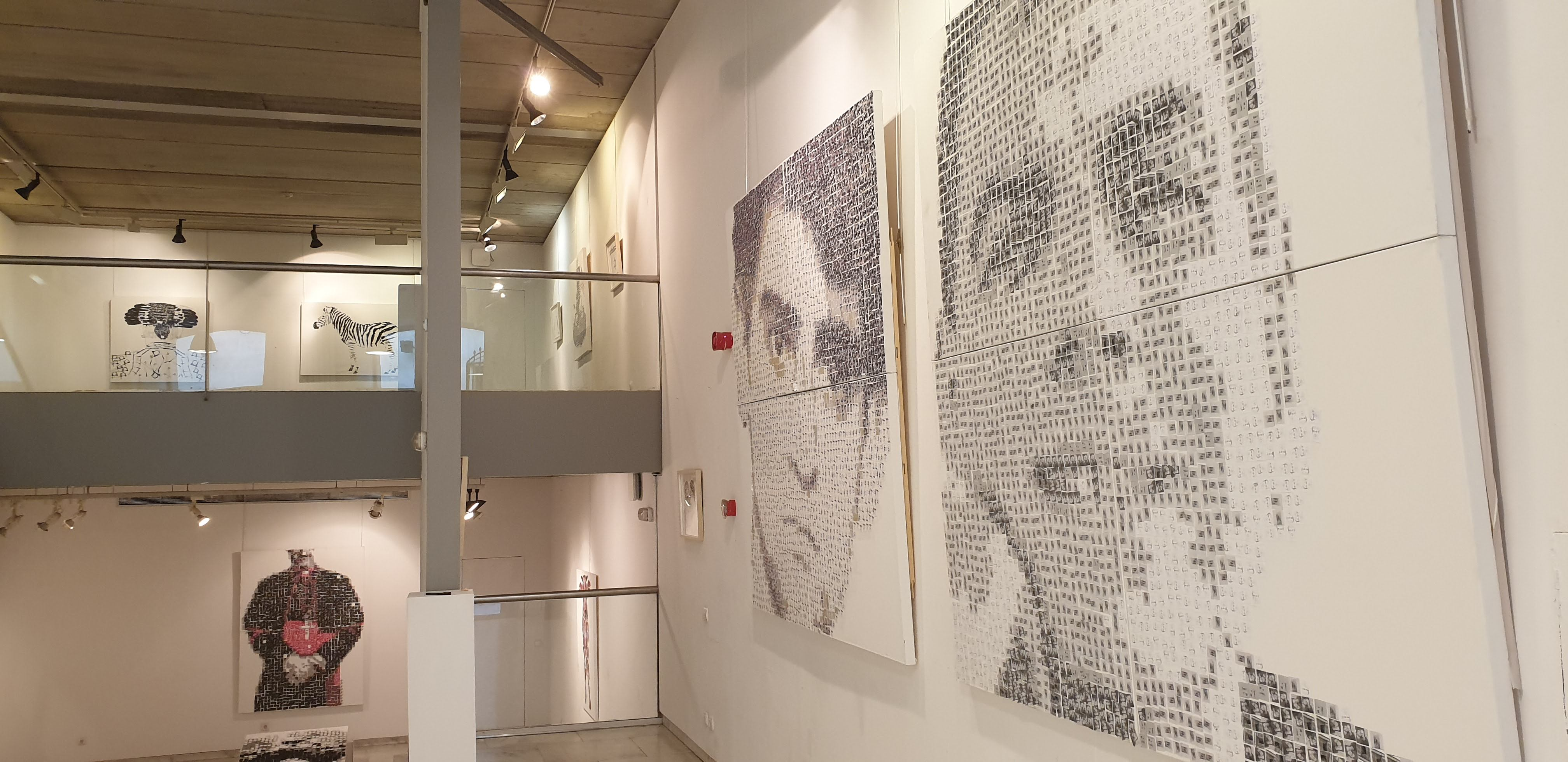
Ausstellungen Ateneo de Madrid
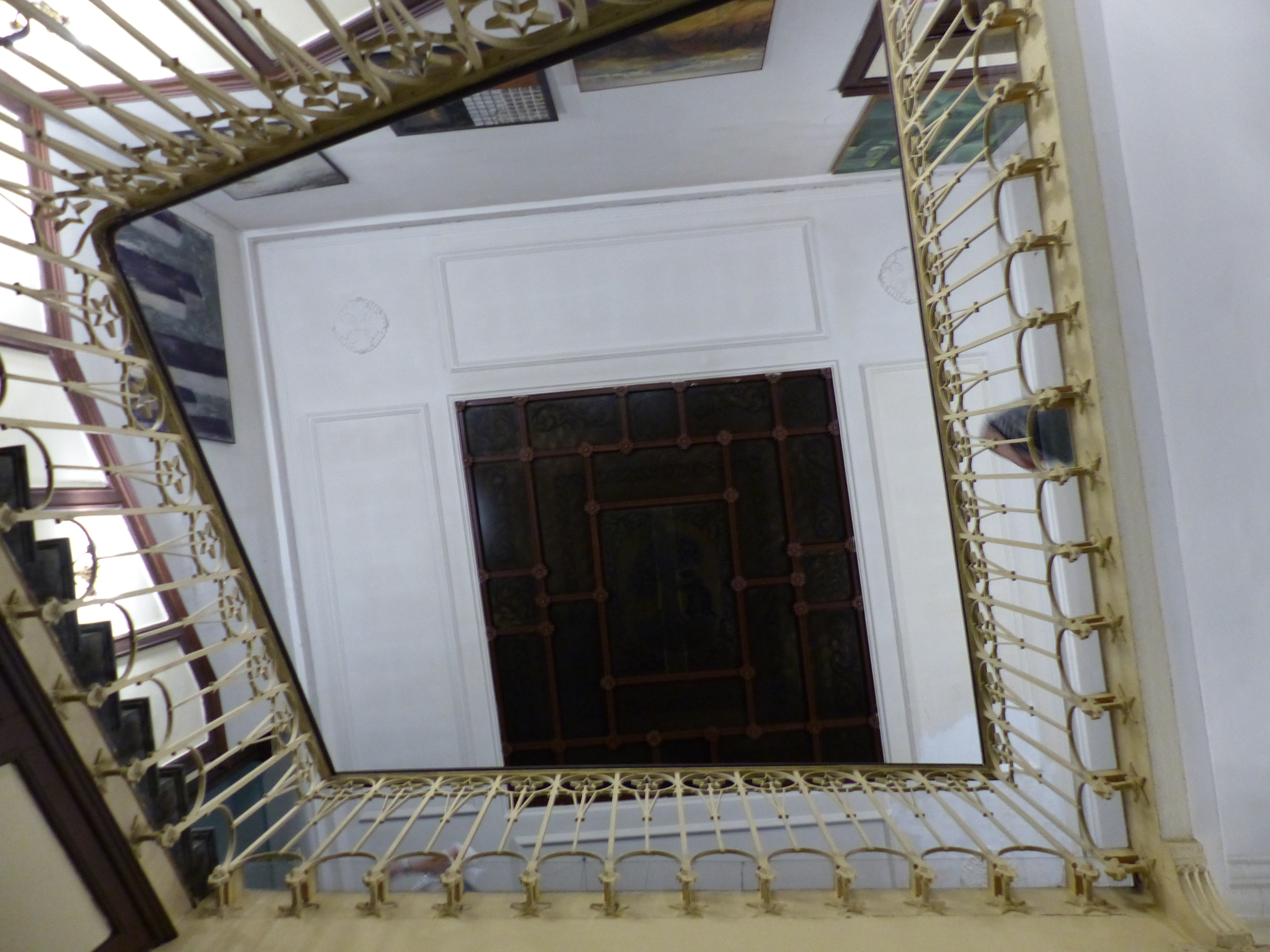
Treppenhaus
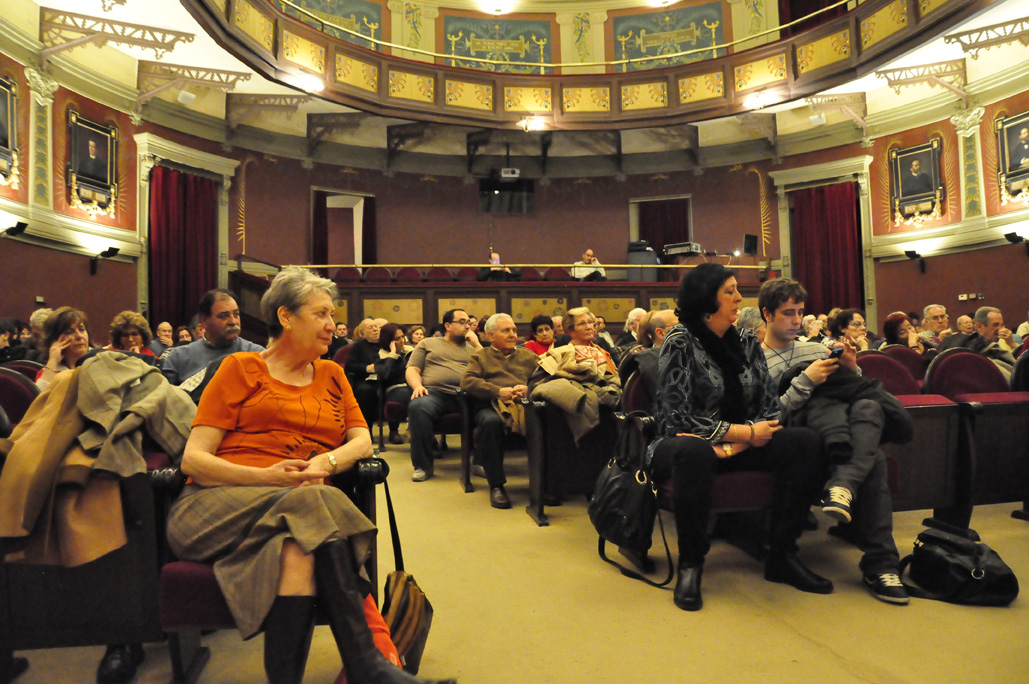
Auditorium
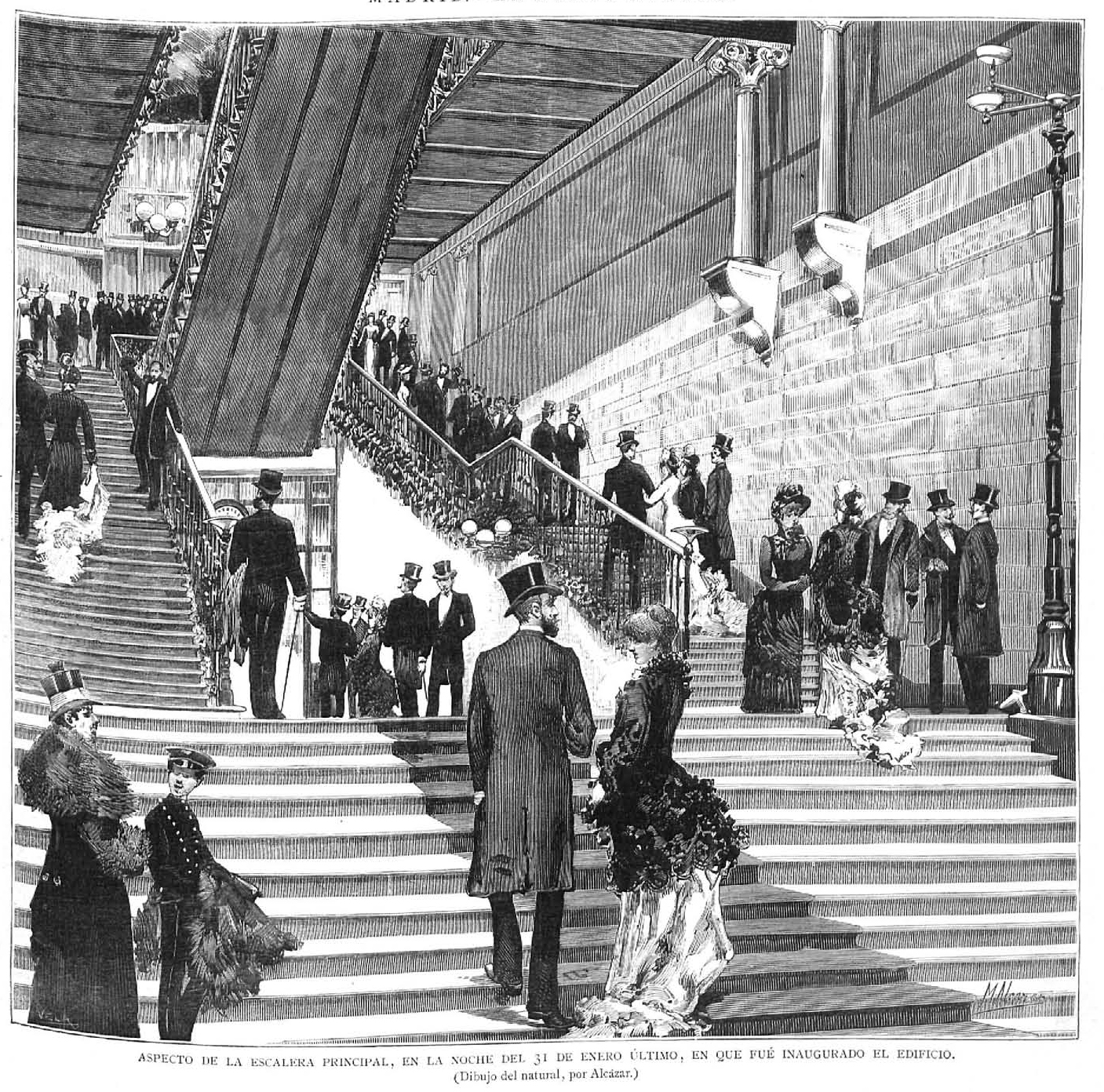
Treppenhaus bei der Eröffnung, Zeichnung von Alázar